# Фабјен Бартез
Фабјен Бартез (фр. Fabien Barthez; Лавеланет, 28. јун 1971) је бивши француски фудбалски голман.

## Каријера
Бартез је каријеру почео у Тулузи са којим је био кадетски првак Француске 1987. У Тулузи је добио прилику да брани и у сениорској конкуренцији, након чега је прешао у Олимпик Марсеј, са којим је освојио Лигу шампиона 1993. Из Марсеја је отишао у Монако, са којим је освојио две титуле првака Француске и Суперкуп.
Након освајања Светског и Европског првенства, скренуо је на себе пажњу Алекса Фергусона, менаџера Манчестер јунајтеда. Фергусон је тражио замену за Петера Шмејхела који се претходно завршио своју фудбалску каријеру. Бартез је прешао у Манчестер јунајтед 2000. уз обештећење од 7,8 милиона фунти.
У првој сезони је Бартез био у одличној форми, што је помогло Манчестеру да сезону заврши на првом месту Премијер лиге. Другу сезону у дресу Јунајтеда је јако лоше започео. Био је директно крив за два примљена гола против Депортива у Лиги шампиона, а затим је направио још неколико грешака против Арсенала у првенству. Након тих грешака Бартез се нашао под великим притиском јавности. И поред тога Фергусон имао поверења у њега, што му је Бартез вратио знатно бољом формом у другом делу сезоне.
У сезони 2002/03. Манчестер јунајтед је освоји још једну титулу првака, али је Бартез и те сезоне бранио у променљивој форми. Фергусон је ипак изгубио стрпљење за Бартеза након гола који му је дао Роналдо на утакмици Лиге шампиона са Реал Мадридом. Последње три утакмице у тој сезони уместо Бартеза, место међу стативама је заузео Рој Керол.
Када је Тим Хауард, који је доведен као појачање, истиснуо Бартеза са места првог голмана, Манчестер јунајтед је у октобру 2003. одлучио да га позајми Олимпик Марсеју до краја сезоне. Међутим ФИФА је стопирала тај договор јер је он склопљен ван прелазног рока, те је Фабијен Бартез стигао у Марсеј тек 1. јануара 2004. Пошто му је уговор са Јунајтедом истекао, потписао је двоипогодишњи уговор са Олимпик Марсејом.
На пријатељској утакмици са мароканском Видад Казабланком, одиграној 12. фебруара 2005. Бартез је пљунуо судију због чега је суспендован на шест месеци. Након истека уговора са Олимпиком, Бартез је преговарао са Тулузом, али пошто није успео да постигне договор објавио је да се повлачи из активног играња фудбала.
Када је Микаел Ландро прешао у Пари Сен Жермен а његова замена Владимир Стојковић није задовољио, Нант је 17. децембра 2006. објавио да је постигао договор са Бартезом. Када је дошао у сукоб са навијачима, клуб је одлучио да 29. априла 2007. раскине уговор са њим. Бартез је изјавио да не жели да се пензионише, већ да ће настави каријеру у неком другом клубу. Након тога је повезиван са већим бројем клубова, али конкретан договор никад није постигнут, тако да више никад није заиграо професионално фудбал.

## Репрезентација
За репрезентацију Француске је дебитовао 26. маја 1994. против Аустралије. На Европском првенству 1996. на којем је репрезентација Француске стигла до финала, био је резерва Бернару Лами. Након тог првенства се усталио на голу репрезентације.
На Светском првенству 1998. примио је само два гола на седам одиграних утакмица, чиме је дао значајан допринос освајању титуле светског првака. Због тога је и проглашен за најбољег голмана првенства. Две године касније, на Европском првенству 2000, његова репрезентација је постала првак Европе по други пут у својој историји, чиме је постала друга репрезентација након репрезентација Западне Немачке којој је пошло за руком да обједини титулу Светског и Европског првака.
Бартез је бранио и на Светском првенству 2002. на којем је његова репрезентација елиминисана након групне фазе и то без постигнутог гола. На Европском првенству 2004. Француска је елиминисана у четвртфиналу од Грчке, која је касније и освојила првенство Европе. Бартез је на том првенству у утакмици са Енглеском одбранио пенал Дејвиду Бекаму.
Последње велико такмичење на којем је брани гол репрезентације је било Светско првенство 2006. на којем је Француска стигла до финала. У финалу је поражена од Италије након извођења једанаестераца. Ни Бартез, ни голман италијанске репрезентације, Ђанлуиђи Буфон нису успели да одбране ни један пенал. Победник је решен након промашаја Давида Трезегеа. У другом делу овог финала Бартез је носио капитенску траку уместо искљученог Зинедина Зидана.
На десет утакмица светских првенстава је остао несавладан, чиме је изједначио рекорд Питера Шилтона.

## Трофеји

### Олимпик Марсеј
- УЕФА Лига шампиона (1): 1993.
- Куп УЕФА (финалиста): 2004.

### Монако
- Првенство (2): 1997. и 2000.
- Суперкуп (1): 1997.

### Манчестер јунајтед
- Премијер лига (2): 2001. и 2003.

### Француска
- Светско првенство (1): 1998.
- Светско првенство (друго место): 2006.
- Европско првенство (1): 2000.